# اورتاکوی (توفان بی‌لی)
اورتاکوی (به ترکی استانبولی: Ortaköy) یک منطقهٔ مسکونی در ترکیه است که در توفانبیلی واقع شده‌است.